# Critérium international de Blida
Le Critérium international de Blida, est une course cycliste sur route masculine algérienne. Créé en 2014, il est disputé après le Circuit international d'Alger. Il s'agit de la 9e et dernière du Tour d'Algérie, le GTAC-2014.

## Palmarès[1]
| Année | Vainqueur            | Deuxième            | Troisième          |
| ----- | -------------------- | ------------------- | ------------------ |
| 2014  | Marco Amicabile      | Mekseb Debesay      | Yonas Tekeste      |
| 2015  | Abdelbasset Hannachi | Mekseb Debesay      | Nassim Saidi       |
| 2016  | Nassim Saidi         | Jesús Alberto Rubio | Tesfom Okubamariam |